# Tezaur submarin
Tezaurul submarin reprezintă totalitatea obiectelor de preț aflate pe fundul mărilor și oceanelor. Acestea pot proveni din prețioasele încărcături ale unor nave care s-au scufundat devenind epave sau din capturi piraterești ascunse și dintre care doar o mică parte au putut fi descoperite și recuperate.
Potrivit unor estimări ale experților în arheologie subacvatică, valoarea tezaurelor aflate sub apă ar fi de mai multe zeci de miliarde de dolari. Numai în Oceanul Atlantic ca urmare a furtunurilor și atacurilor piraterești asupra Flotei de argint spaniole, s-ar afla peste 200 de tone de aur și 7 000 de tone de argint.
Tezaurele submarine sunt descoperite fie întâmplător fie după lungi perioade de căutări minuțioase, iar părți din acestea sunt aduse la suprafață prin operațiuni de recuperare realizate de către scafandri specializați în arheologie subacvatică, cu nave de ranfluare dotate special cu sisteme de scufundare la mare adâncime, sau cu vehicule subacvatice controlate de la distanță.